# Ambika Mod
Ambika Bhakti Mod (Hatfield, 2 febbraio 1995) è un'attrice britannica.

## Biografia
Nata ad Hatfield in una famiglia di immigrati indiani e cresciuta a Potters Bar, si è laureata in letteratura inglese all'Università di Durham. Si è avvicinata alla recitazione come comica, facendo stand-up comedy e recitando all'Edinburgh Fringe nel 2015.
Ha esordito sul piccolo schermo nel 2019 nella serie televisiva The Mash Report, ottenendo il successo nel 2022 con la miniserie della BBC This Is Going to Hurt; per la sua interpretazione nel ruolo di Shruti Acharya ha vinto il Broadcasting Press Guild Award alla miglior attrice. Nel 2024 ha interpretato la protagonista Emma Morley nella serie di Netflix One Day.

## Filmografia parziale

### Cinema
- Black Bag - Doppio gioco (Black Bag), regia di Steven Soderbergh (2025)

### Televisione
- Trying – serie TV, episodio 2x8 (2021)
- This Is Going to Hurt – serie TV, 7 episodi (2022)
- I Hate Suzie – serie TV, episodi 2x1 e 2x3 (2022)
- One Day – serie TV, 15 episodi (2024)

## Doppiatrici italiane
Nelle versioni in italiano delle opere in cui ha recitato, Ambika Mod è stata doppiata da:
- Emanuela Ionica in This Is Going to Hurt, One Day